# Frost (film)

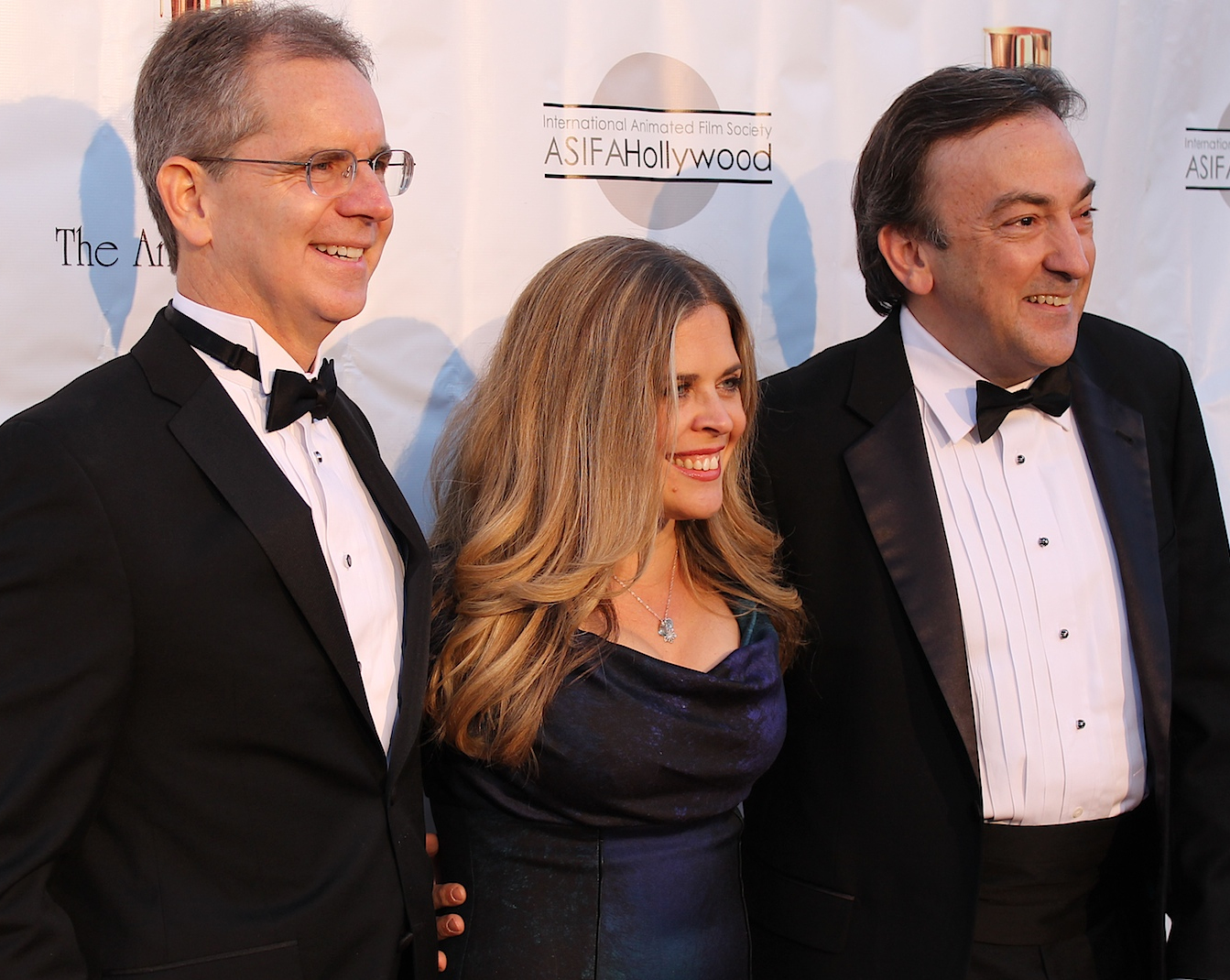
Filmens regissörer Chris Buck (vänster), Jennifer Lee (mitten) och producenten Peter Del Vecho (höger) vid Annie Awards 2014.

Frost (engelska: Frozen) är en amerikansk animerad film från Disney i regi av Chris Buck och Jennifer Lee, som utspelar sig i det fiktiva skandinaviska kungariket Arendal. Den bygger – mycket fritt – på H.C. Andersens saga Snödrottningen från 1845 (vilket är ungefär då filmen utspelar sig). Filmens främsta originalskådespelare är Kristen Bell, Idina Menzel, Jonathan Groff, Josh Gad och Santino Fontana. Filmen hade premiär i USA den 27 november 2013 och i Sverige den 31 januari 2014.
Frost är den 53:e filmen på listan över Disneyklassiker. Filmen är den mest framgångsrika animerade filmen någonsin och den var den mest inkomstbringande animerade filmen tills nyinspelningen av Lejonkungen slog rekordet. Filmen har vunnit två Oscars, "Bästa sång" för "Let It Go" och Disneys första Oscar för "Bästa animerade film", samt en Golden Globe i samma kategori.
Filmen fick i april en uppföljare i form av en kortfilm kallad Frostfeber (Frozen Fever). Kortfilmen visades som en förhandsfilm till Berättelsen om Askungen (Cinderella). Under 2015 offentliggjorde Disney att en uppföljare till Frost var i planeringsstadiet. Frost 2 hade premiär 2019.

## Handling
Filmen utspelar sig på 1840-talet i det Skandinavien-inspirerade kungariket Arendal (original Arendelle; jämför Arendal), där de två prinsessorna Elsa, 8 år, och Anna, 5 år, lever ett underbart liv. Elsa har en magisk kraft som gör att hon kan förvandla saker till is och framkalla snö.
En natt när systrarna leker råkar Elsa skada Anna med sin ismagi. Kungen och drottningen tar då det drastiska beslutet att hålla kungarikets portar stängda och skärma av Elsa och Anna från omvärlden, tills Elsa lärt sig att kontrollera sina krafter. Av rädsla för att skada Anna igen tillbringar Elsa större delen av tiden i sitt rum. Hon vill inte ens prata med Anna, vilket leder till att systrarnas relation försämras. I tonåren förlorar de sina föräldrar i en storm till havs.
På Elsas 21-årsdag är det dags för henne att krönas till drottning. Anna är lycklig över att kungariket åter kommer öppnas för allmänheten och att hon äntligen skall få träffa andra människor efter alla dessa år. Mest av allt ser hon dock fram emot att träffa Elsa igen och reda ut saker och ting. Under kröningsceremonin lär Anna känna den charmige prins Hans av de Södra Öarna. De fattar snart tycke och förälskar sig direkt. Senare under kvällen friar Hans till Anna, som säger ja i all hast.
När Anna och Hans ber Elsa om lov att gifta sig uppstår en dispyt mellan systrarna. Grälet kulminerar i att Elsa råkar avslöja sina magiska krafter inför alla gäster, på grund av sitt känslomässiga utbrott. I panik flyr Elsa riket och hennes lössläppta krafter framkallar en evig vinter över landet.
Endast hennes syster Anna vet att Elsa är en god människa och ger sig av efter henne i hopp om att föra henne tillbaka och förhoppningsvis stoppa den eviga vintern. Detta leder Anna in på ett storslaget äventyr där hon möter både nya och bekanta personligheter, allt för att få sin syster tillbaka.

## Soundtrack
| Originalversion                                                            | Svensk version                                                         |
| -------------------------------------------------------------------------- | ---------------------------------------------------------------------- |
| Frozen heart Kör                                                           | Frusen själ Kör                                                        |
| Do you want to build a snowman? Katie Lopez, Agatha Lee Monn, Kristen Bell | Vill du inte ut och leka? Niji Dyall Price, Zoë Ackerman, Mimmi Sandén |
| For the first time in forever Kristen Bell, Idina Menzel                   | För första gången nånsin Mimmi Sandén, Annika Herlitz                  |
| Love is an open door Kristen Bell, Santino Fontana                         | Hjärtat slår upp sin dörr Mimmi Sandén, Erik Segerstedt                |
| Let it go Idina Menzel                                                     | Slå dig fri Annika Herlitz                                             |
| Reindeer(s) are better than people Jonathan Groff                          | Renar är bättre än män’skor Sebastian Karlsson                         |
| In summer Josh Gad                                                         | Om sommarn Nassim Al Fakir                                             |
| For the first time in forever (reprise) Kristen Bell, Idina Menzel         | För första gången nånsin (repris) Mimmi Sandén, Annika Herlitz         |
| The next right thing Kör                                                   | Lite att jobba på Kör                                                  |
| Let it go (single version) Demi Lovato                                     |                                                                        |

## Produktion
Filmen (som tidigare hade arbetstiteln Snödrottningen, eller The Snow Queen på engelska) har varit i utveckling under 70 år (ända sedan Walt Disney började producera långfilm), den längsta perioden för en film någonsin, men den hamnade i "development hell" flera gånger. Filmens produktion fortsatte till och med efter Walt Disneys död 1966, och på 1990-talet försökte man göra det igen utan att lyckas. Den moderna versionen började ta form först omkring 2002 och 2011.

## Mottagande

### Publiktillströmning
Filmen har slagit flera rekord och har hittills inbringat över 1,27 miljarder dollar världen över. Filmen blev därmed den mest inkomstbringande filmen under året 2013, den mest inkomstbringande filmen av Walt Disney Animation Studios/Walt Disney Pictures, världens mest inkomstbringande animerade film, världens mest inkomstbringande animerade film som ej är baserad på annan förlaga, världens tredje mest inkomstbringande originalfilm (efter Avatar och Titanic), samt den femte mest inkomstbringande filmen genom tiderna.
Även i Sverige (som i flera andra länder) blev Frost den mest inkomstbringande animerade filmen någonsin med över 169  446 biobesökare i februari och efter att ha spelat in en summa på 16 miljoner kronor. I april blev filmen den mest sedda filmen i Sverige under 2014 med 636 879 biobesökare. Totalt hade filmen i Sverige 670 062 biobesökare sedan premiären och drog in en summa på 62 miljoner kronor, och därmed blev filmen den mest inkomstbringande och mest sedda filmen i Sverige under 2014 samt den mest sedda/inkomstbringande familjefilmen, Disneyfilmen och animerade filmen i Sverige under 2014.

### Kulturell påverkan
Filmen har prisats världen över och har bland annat kallats för "Disneys bästa på 20 år sedan renässans-eran med Den lilla sjöjungfrun, Skönheten och odjuret, Aladdin och Lejonkungen" samt "den bästa Disney-filmen någonsin". Filmen har även blivit en succé världen över och många har utnämnt filmen till den "bästa och mest framgångsrika animerade filmen genom tiderna" samt "en av de bästa filmerna i historien" och även "världens bästa film". När filmen släpptes på DVD, Blu-ray och Digital Copy blev filmen på flera platser i världen "den mest sålda familjefilmen någonsin", och under år 2014 blev filmen även den mest sålda Blu-ray filmen någonsin. Inom filmbranschen talar även många idag om det globala "Frost-fenomenet" ("the Frozen phenomenon" på engelska), då filmen har gjort ett sådant enormt intryck på omvärlden att man har svårt att förklara hur och varför. Det som åsyftas är då att människor bland annat ser om filmen upprepade gånger, dialoger från filmen citeras ofta, låtarna från filmen spelas och sjungs flera gånger, produkter säljs slut så fort de anländer till butikerna och så vidare. Vissa har lite ironiskt gett förklaringen att "i slutändan kanske det handlar om lite magi".

### Priser
Filmen har fått en lång rad nomineringar och vunnit flera priser, bland annat en Golden Globe för "Bästa animerade film" (samt en nominering för "Bästa originalsång"), och vid Oscarsgalan 2014 belönades filmen med två Oscars för "Bästa animerade film" och "Bästa sång" för "Slå dig fri" ("Let It Go"). Detta är första gången i historien som Walt Disney Animation Studios vinner en Oscar for "Bästa animerade film" sedan kategorin skapades 2002. En Oscars-medlem medgav också att "om inte kategorin för animerad film hade funnits skulle Frost definitivt ha fått en nominering till 'Bästa film'". Filmen vann även fem Annie Awards, samt en BAFTA Award för "Bästa animerade film".

#### Musik
Det Oscarsbelönade sångskrivarparet Kristen Anderson-Lopez och Robert Lopez skrev sångerna till filmen, däribland "Slå dig fri" ("Let It Go") som belönades med ett flertal priser och nomineringar, bland annat en Oscar för "Bästa sång" och en Golden Globe-nominering för "Bästa originalsång". Bland andra priser vann sången på Critic's Choice Movie Awards för "Bästa originalsång" och fick även en Satellite Awards-nominering för "Bästa originalsång". Christophe Beck (och till viss del Frode Fjellheim och Christine Hals) komponerade filmens musik. Paret Lopez och Beck vann även tillsammans Annie Awards för "Musik i en animerad långfilm". Musiken är även Grammynominerad i två kategorier; Bästa sång för "Slå dig fri" ("Let It Go"), och bästa soundtrack.

## I andra medier

### Broadway
Robert Iger har avslöjat att Disney, tack vare filmens enorma succé, planerar att sätta upp en musikal på Broadway baserad på Frost.[när?]

### Temaparker, galleri, och resmål
Disney har öppnat och planerar att öppna flera temaparker och attraktioner men även resmål till Norge, som alla är baserade på Frost.[när?] I november 2013 öppnade även en "Norsk Kultur"-utställning i Epcot vid Walt Disney World Resort.

### Disney On Ice
Den 34:e turnén av den populära Disney on Ice-showen skall introducera Frost i den nya showen Disney On Ice presents Frozen.

### TV-special
Den 2 september 2014 sände Disney-ägda TV-kanalen ABC en TV-special kallad The Story of Frozen: Making a Disney Animated Classic, och denna visade intervjuer med skaparna av filmen samt platser i Norge som inspirerade filmens miljöer. Dokumentären visade även förhandsvisningar på bland annat den pågående fjärde säsongen av Once Upon a Time (vilken introducerade Elsa, Anna och Kristoffer från Frost till serien) och den kommande Disney-klassikern Big Hero 6. Tillkännagivanden om "nästa kapitel" om Anna och Elsas berättelse togs även upp, och det offentliggjordes att en kortfilm med titeln Frozen Fever skulle släppas under 2015.

### Once Upon a Time
Världen och karaktärerna från Frost kommer att spela en större roll i den fjärde säsongen av ABC:s succé-serie Once Upon A Time. Skaparna av serien berättar att de älskade filmen och karaktärerna så mycket att de gick till Disney och frågade om de kunde inkludera Frost i sin TV-serie, vilket Disney tillät. De har klargjort att den fjärde säsongens berättelse tar vid där filmen Frost slutar men kommer inte att anses som en uppföljare till filmen, utan snarare som en expansion och något som hör hemma i filmens värld. Producenterna har uttryckt att de kommer att respektera allt det som människor älskar med Frost och de kommer bland annat att återskapa Arendal i live-action och visa mer av syster-kärleken från filmen. De karaktärer som kommer att återses är Anna (spelad av Elizabeth Lail), Elsa (spelad av Georgina Haig), Kristoffer (spelad av Scott Michael Foster), Sven, och även prins Hans (spelad av Tyler Jacob Moore) och trollkungen Pappsen (spelad av John Rhys-Davies).

### It's a Small World: The Animated Series
I den fjärde episoden "Little Birds, Frost and Pine" ur den animerade online-serien It's a Small World: The Animated Series ses Anna och Elsa som bygger snögubben Olof.

### The Simpsons
En obligatorisk Frost-referens" visades under introduktionen till The Simpsons.

### Glee
Den Oscars-belönade sången "Let It Go" inkluderades under den sjätte och sista säsongen av TV-serien Glee.

### Video
Den 18 mars 2014 släpptes filmen på Blu-ray och Digital HD, och filmens release slog nya rekord. Bland annat blev filmen den "bäst säljande familjefilmen från Amazon.com" och en av de mest förhandsbokade filmerna. Disney har även konstaterat att filmens Blu-ray/DVD-release var en av de bäst säljande filmsuccéerna på åtminstone ett årtionde. Den 2 juni 2014 släpptes Frost på Blu-ray, DVD, Digital Copy, och Blu-ray 3D i Sverige. Disney har även tillkännagivit att Frozen: Sing-Along Edition skall släppas på DVD och Digital i USA den 18 november 2014. Releasedatumet för den planerade Blu-ray 3D versionen av filmen i USA sköts upp till eventuellt oktober eller tidigt 2015.[uppföljning saknas]

### TV-spel
Filmen har adapterats till videospel såsom Frozen: Olaf's Quest till Nintendo DS och Nintendo 3DS, samt Frozen Free Fall och Hidden Worlds som nedladdningsbara appar till mobiltelefon, Ipad och Iphone. Filmens huvudkaraktärer Anna och Elsa blev även spelbara karaktärer i spelet Disney Infinity. Den officiella hemsidan för filmen inkluderar även minispelen Olaf's Summer Sticker Spree, Frozen: Block Party, Frozen: Double Trouble, Frozen: Olaf's Freeze Fall, Frozen: Throw Olaf (Snowman Toss), Olaf Sing-A-Long, Olaf's Fancy Footwork och Snowball Smackdown.

### Böcker och tidningar
En hel del böcker i form av pysselböcker, målarböcker, noveller och berättelser relaterat till Frost har släppts i butiker världen över sedan filmen släpptes, och företaget Random House har redan sålt minst 8 miljoner böcker. En exklusiv pysseltidning släpptes även i svenska butiker under sommaren, vilken inkluderade pyssel, korta serier, och medföljande leksaker. Bland annat planeras för den 6 januari 2015[uppföljning saknas] en ny bokserie som utspelar sig efter händelserna i filmen och ter sig som en uppföljare i bokform. De första två böckerna kommer att kallas Anna & Elsa #1: All Hail the Queen och Anna & Elsa #2: Memory and Magic, och man planerar att släppa 150 000 exemplar av varje bok.[uppföljning saknas] Ytterligare tre till fyra böcker per år planeras för framtiden.

### Merchandise
Leksaker, posters, kläder och andra accessoarer och produkter som varit Frost-relaterade säljer ofta slut i butiker och online-butiker världen över. Butiksbiträden har även noterat hur Frost-produkter i stort sett säljer slut så fort varorna hamnar på hyllorna i butiken. Disney rapporterade även att Frost är högt uppe bland de fem bäst säljande produkterna franchiserna, och att 9 av de 10 bäst säljande produkterna på Disney Store var relaterade till Frost. Det har även noterats ett problem i utbud och efterfrågan, då efterfrågan av många Frost-produkter är betydligt större än utbudet, och Disney försöker nätt och jämnt att möta efterfrågan. Detta har även resulterat i att specialtillverkade produkter har producerats fram av privatpersoner och företag som inte har någon association med Disney. Disney har även tillkännagivit nya kommande produkter relaterade till filmen.

## Frost-filmer
- Frost (2013)
- Frostfeber (2015)
- Frost: Norrskenets Magi (2016)
- Olofs frostiga äventyr (2017)
- Frost 2 (2019)
- Once Upon A Snowman  (2020)